# Reisezugwagen-Instandhaltung in Ganzzügen
Reisezugwagen-Instandhaltung in Ganzzügen (Akronym RIGA) ist ein ehemaliges Programm der Deutschen Bahn zum rationelleren Umgang mit Rollmaterial. Hierbei werden Reisezugwagen im Zugverband gewartet und instand gehalten. Dadurch sind weniger Rangierarbeiten notwendig.
Die Wartung und Instandhaltung von Reisezugwagen wurde mit dem Projekt RIGA (Reisezugwagen-Instandhaltung für Ganzzüge) optimiert. Hierbei wurden die Arbeiten nicht am Einzelfahrzeug durchgeführt, sondern im geschlossenen Zugverband. Das den Instandhaltungsarbeiten vorgeschaltete System zur mobilen Schaddaten-Erfassung war wesentlicher Bestandteil des Projektes. Mit Hilfe mobiler Datenerfassungsgeräte (MDG) wurden alle bei der Arbeitsaufnahme festgestellten Schäden und Mängel erfasst und mittels Funkmodems vom Zugtechniker entweder noch aus dem fahrenden Zug heraus oder aber nach dem Aussteigen an die zuständige Werkstatt übertragen. Dem Werk standen dadurch wesentliche Daten zur Arbeitsvorbereitung zur Verfügung.
Das Programm wurde im Frühjahr 1996 als Projekt begonnen und 1998 weiter ausgeweitet. Dabei wurde als neue Instandhaltungsstufe alle 3000 Kilometer und alle 2 bis 3 Tage eingeführt.
RIGA unterteilte sich in Teilprogramme:
- RIGA-F: RIGA für den Fernverkehr (IC/EC)
- RIGA-N: RIGA für den Nahverkehr
- RIGA-LL: RIGA für Langläufer (z. B. IC Konstanz–Stralsund)

Kritiker führten an, dass hierdurch ohne Not die Möglichkeit, Züge bei Bedarf zu verlängern oder zu verkürzen, aus der Hand gegeben worden sei. Es wurde meistens entgegnet, dass dem durch Streckenkapazitäten, Bahnsteiglängen und straffe Taktfahrpläne ohnehin enge Grenzen gesetzt seien.